# Orsa (Suécia)
Município de Orsa é um município no Condado de Dalarna, no centro da Suécia. O município abrange uma área de 1743.5 km², e tem uma população de 6 986, com uma densidade populacional de 4 habitantes por km². A sede do município é em Orsa com 5,200 habitantes, situada a 61° 07′ N, 14° 37′ L.

## Geografia

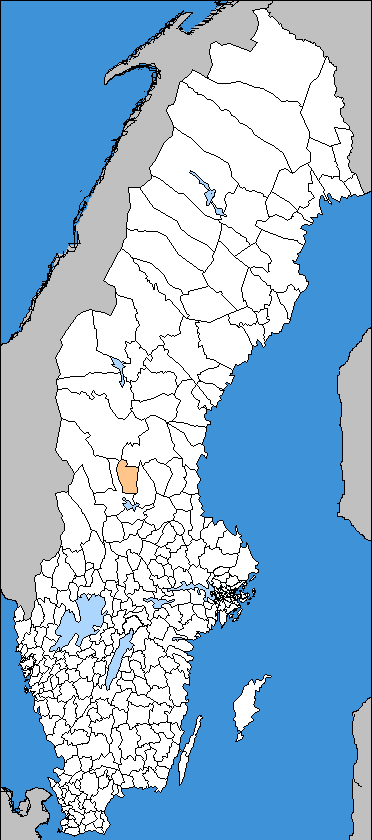
Localização do Município de Orsa no mapa dos Municípios da Suécia.

A cidade de Orsa está localizada na costa nordeste do Lago Orsa, com 53 km² de tamanho. Através de uma passagem de água a sul, este está conectado com um dos maiores lagos na Suécia: Siljan.

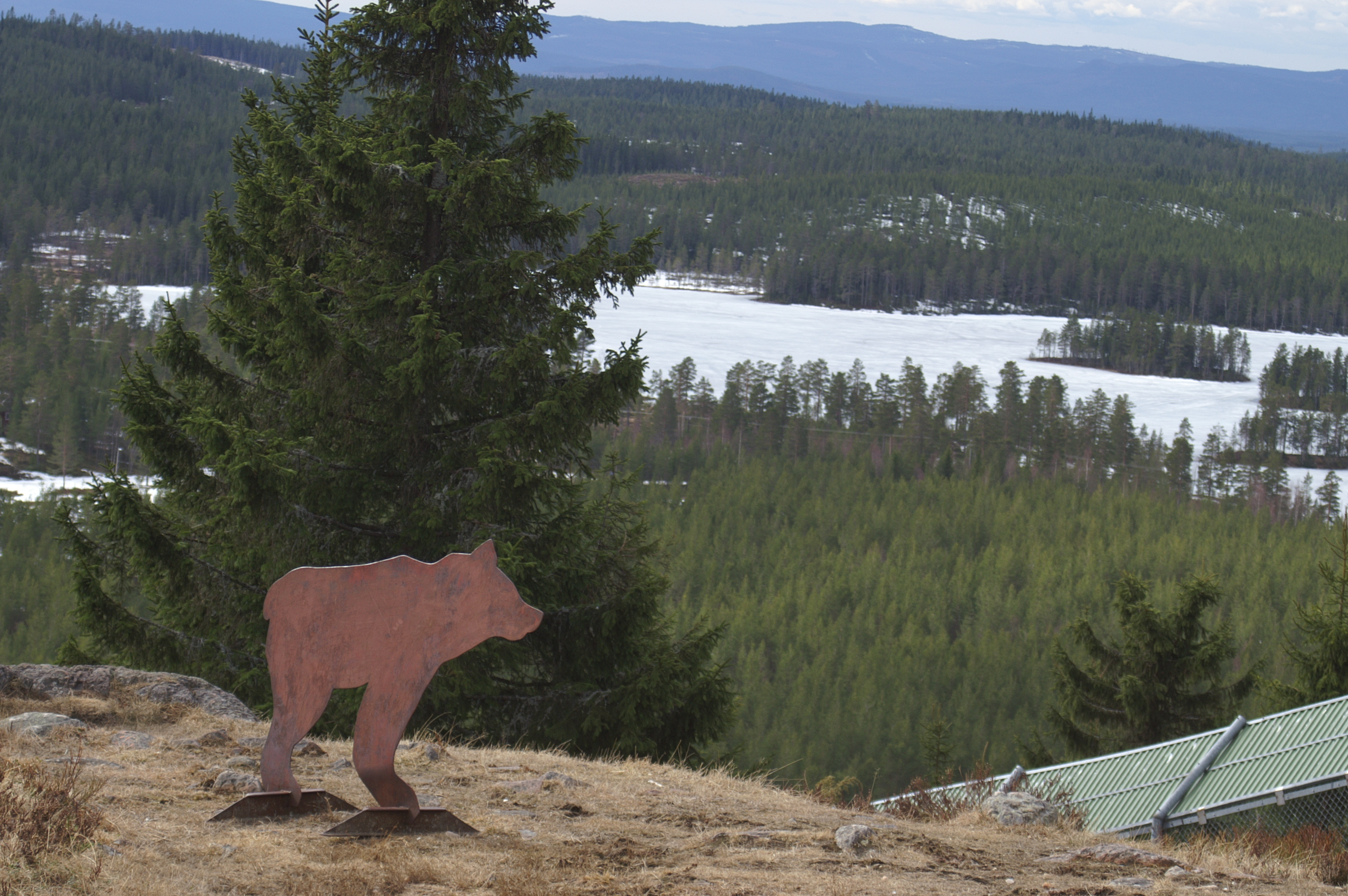
Vista a partir da montanha de Grönklitt.

 É na costa marítima de Orsasjön, que foi inaugurado em 1932, o Parque de Campismo de Orsa. Com um quilómetro de areia de praia, esta é por diversas vezes galardoada pela qualidade e beleza, e é para alguns reconhecida como a Dalecarlia Riviera.
Os pontos de interesse na natureza incluem a montanha de Grönklitt, onde abriga um parque do Urso e uma colina de fazer esqui. O parque do urso é uma área contígua, onde para além dos ursos, também residem os lobos, linces e os glutões.

## Pessoas famosas
- Gustaf de Laval, inventor do século XIX (19)
- Orsa Spelmän, músico/acordeonista

## Cidades gémeas/gêmeas
- Braham
- Liperi
- Rendalen
- Sejlflod
- Võhma

## Outras utilizações da palavra ORSA
- ORSA, é um termo médico;
- "Orsa" ou "Orsha" é uma versão alternativa de dizer Vorša, Belarus (Bielo-Rússia).
- Termo também usado como marca de relógios Suiços